# Comuna Ciclova Română, Caraș-Severin
Ciclova Română (în maghiară: Csiklófalu, în germană: Tschiklowa) este o comună în județul Caraș-Severin, Banat, România, formată din satele Ciclova Română (reședința), Ilidia și Socolari.

## Demografie
Componența etnică a comunei Ciclova Română
     Români (91,71%)
     Alte etnii (0,25%)
     Necunoscută (8,04%)
Componența confesională a comunei Ciclova Română
     Ortodocși (87,06%)
     Baptiști (2,01%)
     Penticostali (1,57%)
     Alte religii (1,01%)
     Necunoscută (8,35%)
Conform recensământului efectuat în 2021, populația comunei Ciclova Română se ridică la 1.592 de locuitori, în creștere față de recensământul anterior din 2011, când fuseseră înregistrați 1.550 de locuitori. Majoritatea locuitorilor sunt români (91,71%), iar pentru 8,04% nu se cunoaște apartenența etnică. Din punct de vedere confesional, majoritatea locuitorilor sunt ortodocși (87,06%), cu minorități de baptiști (2,01%) și penticostali (1,57%), iar pentru 8,35% nu se cunoaște apartenența confesională.

## Politică și administrație
Comuna Ciclova Română este administrată de un primar și un consiliu local compus din 11 consilieri. Primarul, Mircea-Cătălin Golu[*], de la Partidul Național Liberal, este în funcție din octombrie 2020. Începând cu alegerile locale din 2024, consiliul local are următoarea componență pe partide politice:
|  | Partid                          | Consilieri | Componența Consiliului | Componența Consiliului | Componența Consiliului | Componența Consiliului | Componența Consiliului | Componența Consiliului | Componența Consiliului |
|  | ------------------------------- | ---------- | ---------------------- | ---------------------- | ---------------------- | ---------------------- | ---------------------- | ---------------------- | ---------------------- |
|  | Partidul Național Liberal       | 7          |                        |                        |                        |                        |                        |                        |                        |
|  | Partidul Social Democrat        | 3          |                        |                        |                        |                        |                        |                        |                        |
|  | Alianța pentru Unirea Românilor | 1          |                        |                        |                        |                        |                        |                        |                        |

## Atracții turistice
- Biserica fortificată din satul Ilidia, construcție secolul al XIII-lea, monument istoric
- Necropola medievală de la Ciclova Română (secolul al XIV-lea), monument istoric
- Necropola medievală de la Ilidia (secolul al XI-lea), monument istoric
- Situl arheologic „Dealul Oblița” de la Ilidia
- Situl arheologic „Moara Gheorghinii” de la Ilidia
- Rezervația naturală „Valea Ciclovei - Ilidia”
- Cheile Nerei - Beușnița (arie de protecție specială avifaunistică)
- Cheile Nerei - Beușnița (sit de importanță comunitară)